# Fra Mauro (hố)

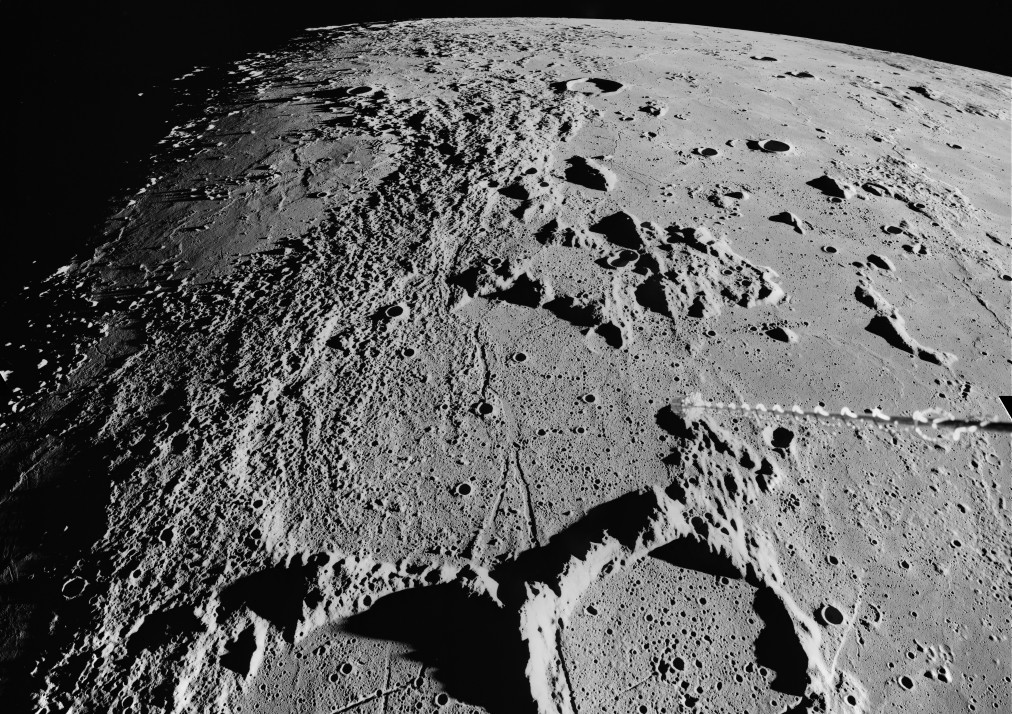
Tầm nhìn gần từ Apollo 16

Fra Mauro là một hố mòn trên bề mặt Mặt Trăng và nó cũng là một phần địa chất của Fra Mauro, nằm ở phía đông bắc của Mare Cognitum và phía đông nam của Mare Insularum. Tiếp giáp ở phần vành phía nam là hố Bonpland và hố Parry, cả hai hố này kết hợp với nhau tạo thành hai vòng tròn tiếp xúc ngoài. Hố được đặt tên theo nhà địa lý người Ý Fra Mauro.

## Mô tả
Phần vành ngoài của Fra Mauro đã bị xói mòn rất nặng vì vụ va chạm trong quá khứ và tạo ra 2 cửa hở ở phía bắc và phía đông. Vành ngoài ở phía nam rất dễ quan sát vì nó giao nhau với vành của hố Parry. Phần còn lại là những vành bị xói mòn nhưng chưa bị hở, gọi là những rặng đất nhấp nhô. Vành ngoài có chiều cao cao nhất là 0.7 km.

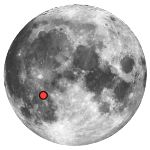
Vị trí của hố Fra Mauro

Thềm địa chất được bao phủ bởi dung nham bazan. Bề mặt gần như bị chia cắt bởi những khe nứt trải dài từ phía bắc xuống vành phía nam. Không có đỉnh giữa, mặc dù hố vệ tinh Fra Mauro E hầu như nằm ở tâm của dải địa chất.

## Nhiệm vụ Apollo
Khu vực phía Bắc của hố Fra Mauro được dự kiến là sẽ đáp Apollo 13 xuống đây, nhưng bị hủy bỏ vì bình oxy bị vỡ. Phi hành đoàn sau đó trở về Trái Đất an toàn. Nhiệm vụ tiếp theo, phi hành đoàn Apollo 14 của NASA đầu năm 1971 đã đổ bộ tại khu vực Fra Mauro của Mặt Trăng. Hai phi hành gia là Alan Shepard và Edgar Mitchell đã thực hiện 2 chuyến đi dạo vũ trụ và thu thập gần 45 kg mẫu đất đá được đặt ở đây vì vụ chấn động Mare Imbrium.

## Hố vệ tinh
Theo quy ước, những tính chất này được xác định trên bản đồ bằng cách đặt từng chữ cái là tâm của các hố về tinh gần với Fra Mauro nhất.

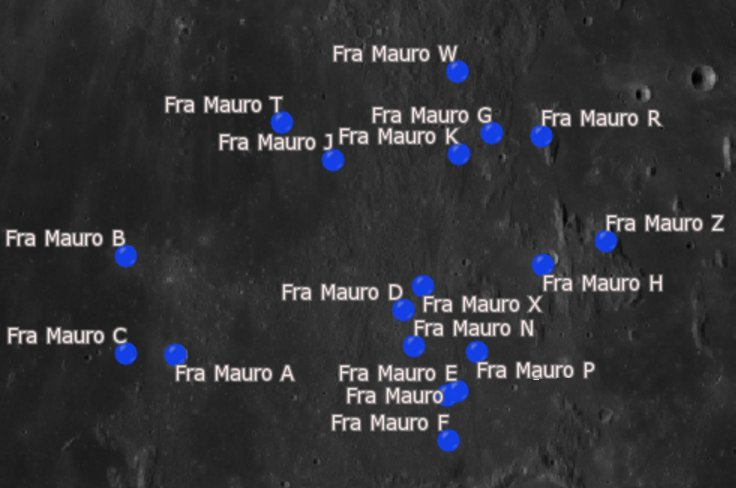
Fra Mauro và các hố vệ tinh của nó

| Fra Mauro | Vĩ độ  | Kinh độ | Đường kính |
| --------- | ------ | ------- | ---------- |
| A         | 5.4° N | 20.9° T | 9 km       |
| B         | 4.0° N | 21.7° T | 7 km       |
| C         | 5.4° N | 21.6° T | 7 km       |
| D         | 4.8° N | 17.6° T | 5 km       |
| E         | 6.0° N | 16.8° T | 4 km       |
| F         | 6.7° N | 16.9° T | 3 km       |
| G         | 2.2° N | 16.3° T | 6 km       |
| H         | 4.1° N | 15.5° T | 6 km       |
| J         | 2.6° N | 18.6° T | 3 km       |
| K         | 2.5° N | 16.7° T | 6 km       |
| N         | 5.3° N | 17.4° T | 3 km       |
| P         | 5.4° N | 16.5° T | 3 km       |
| R         | 2.2° N | 15.6° T | 3 km       |
| T         | 2.1° N | 19.3° T | 3 km       |
| W         | 1.3° N | 16.8° T | 4 km       |
| X         | 4.5° N | 17.3° T | 20 km      |
| Y         | 4.1° N | 16.7° T | 4 km       |
| Z         | 3.8° N | 14.6° T | 5 km       |

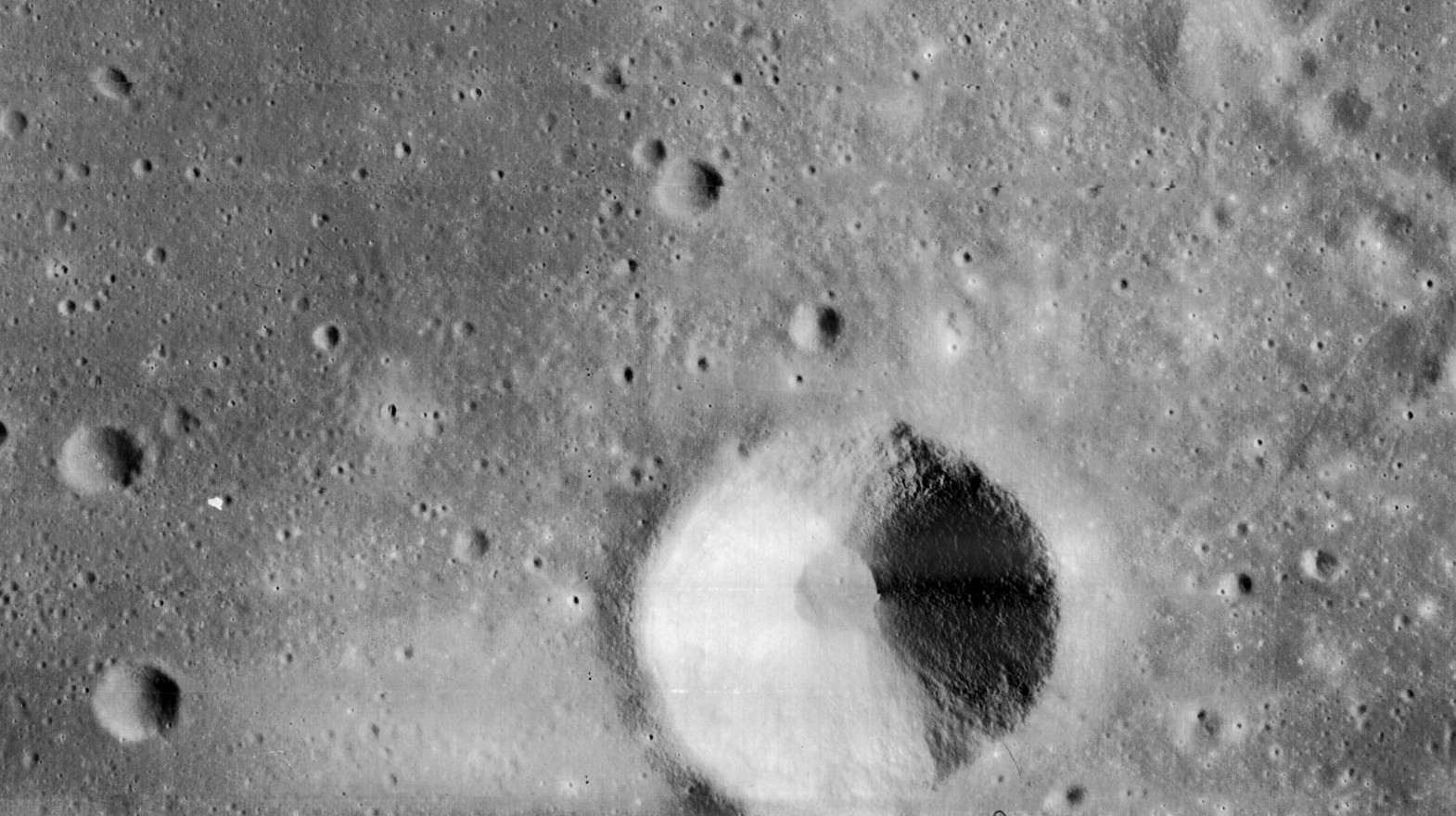
Fra Mauro B từ Lunar Orbiter 1
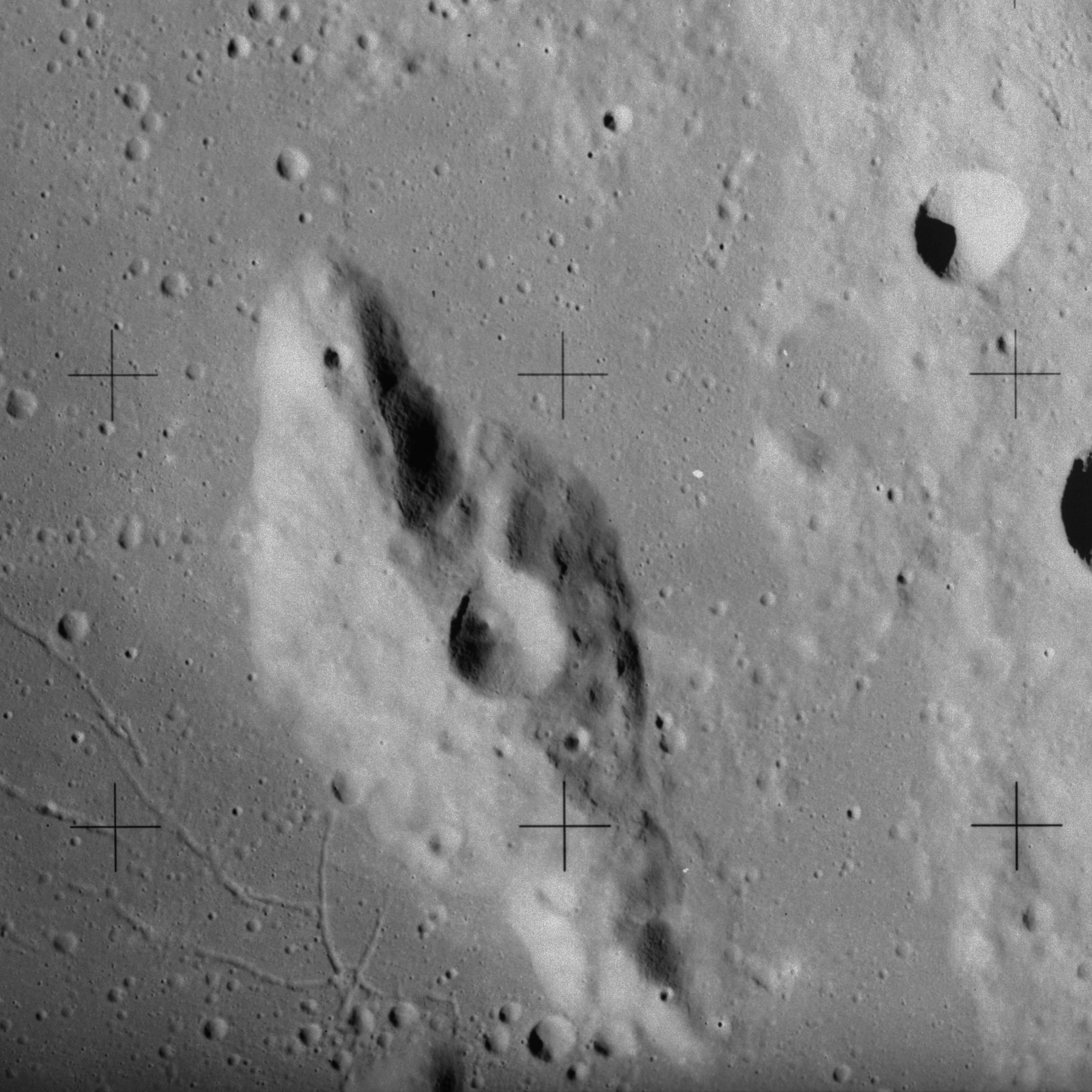
Fra Mauro R, từ Apollo 14
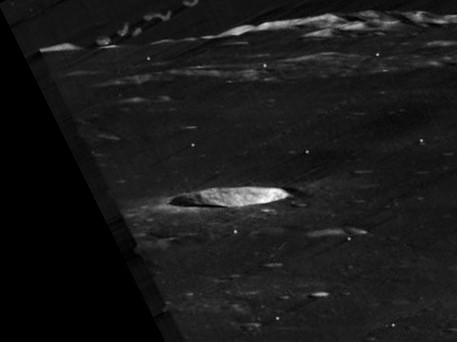
Tầm nhìn gần của Fra Mauro T, từ Lunar Orbiter 3

### Bài liên quan
- Wood, Chuck (ngày 7 tháng 5 năm 2005). "Buried and Textured". Lunar Photo of the Day. Bản gốc lưu trữ ngày 7 tháng 1 năm 2016. Truy cập ngày 28 tháng 9 năm 2019.
- Wood, Chuck (ngày 29 tháng 3 năm 2007). "How High the Moon: Or at Least a Few Peaks". Lunar Photo of the Day. Bản gốc lưu trữ ngày 14 tháng 6 năm 2011.
- Wood, Chuck (ngày 22 tháng 6 năm 2007). "Residual Ridges". Lunar Photo of the Day. Bản gốc lưu trữ ngày 14 tháng 6 năm 2011.
- Wood, Chuck (ngày 1 tháng 8 năm 2014). "Pitted Pyramid". Lunar Photo of the Day. Bản gốc lưu trữ ngày 3 tháng 3 năm 2018. Truy cập ngày 28 tháng 9 năm 2019.